# Der Teufel als Tänzer

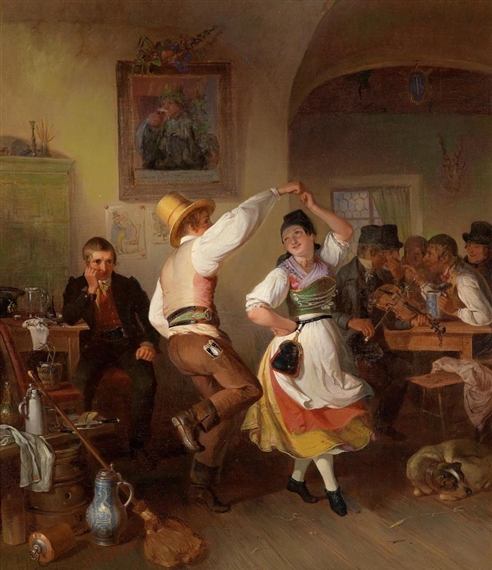
Tanz im Wirtshaus, Johann Baptist Wengler, 1844.

Der Teufel als Tänzer ist eine Sage aus dem Egerland im Westen Tschechiens. In der Geschichte wird ein leichtfertiger Schwur drei Schwestern zum Verhängnis.

## Handlung
In einem Dorf im Egerland hatten einst drei Schwestern noch keinen Tanzpartner gefunden. Als eines Tages im Dorfwirtshaus wieder Tanzmusik war, gingen die Mädchen dorthin, fest entschlossen an diesem Tag einen Tanzpartner zu finden, "und wenn es der Teufel selbst" wäre. Da sahen sie drei Jägerburschen, doch bemerkte eines der Mädchen, dass einer der Burschen einen Pferdefuß hatte. Daraufhin eilte das Mädchen noch vor Mitternacht nach Hause, erzählte alles der Mutter und versteckte sich auf dem Dachboden in einem großen Haufen Flachs.

Bald darauf erschien der Jäger und fragte die Bäuerin nach ihrer Tochter. Diese erzählte dem Jäger so lange von ihrem Flachs, bis es 1 Uhr war, die Stunde des Bösen verstrichen war und der Jäger verschwand. Das Mädchen war mit dem Schrecken davongekommen, doch von ihren beiden Schwestern sah man seit dieser Nacht nichts mehr. Andere Mädchen wussten sich durch einen Strauß Kräuter zu retten, die sie bei sich trugen. Der Teufel konnte dann sagen:

"Dorsten, Dorant und Fünffingerkraut haben mich gebracht um meine Braut."

## Rezeption
Die Sage findet sich in mehreren Werken zur sudetendeutschen / west-tschechischen Sagenwelt. Heinrich Gradl listet sie im Sagenbuch des Edergaues (1892), Wilhelm Fischer in Sagen und Erzählungen aus unserer Ascher Heimat (vor 1931) und Thilde Hopper-Hoyer in ihrer Sagensammlung Egerländer Sagenkranz auf, die sie 1958 veröffentlichte als Erinnerung an ihre verlorene Heimat des Egerlandes; aus der sie 1945/1946 vertrieben worden war.

## Ähnliche Geschichten
Die Erzählung weist thematisch Parallelen zu der Egerland-Sage Der unheimliche Gast auf.